# SpaceTime
SpaceTime navegador web que permite buscar, comprar y navegar en un ambiente 3D. Se liberó la versión beta de navegador el 4 de junio de 2007 y está actualmente disponible para sistemas operativos Windows 2000, XP y Vista, con una versión para Mac OS X prevista. Los desarrolladores de SpaceTime están trabajando actualmente en el producto para el marco OpenGL con el fin de que corra en Linux y otros sistemas operativos Unix.
Cuando se utilizan motores de búsqueda como Google, imágenes de Google, Yahoo!, Yahoo! Imagen, eBay y Flickr, SpaceTime carga los diez primeros resultados como una pila de páginas. SpaceTime es un miembro certificado del programa de desarrolladores de eBay.